# Pravna fakulteta v Nišu
Pravna fakulteta (izvirno srbsko Правни факултет у Нишу), s sedežem v Nišu, je fakulteta, ki je članica Univerze v Nišu.